# Елц л'Евек
Елц л'Евек (фр. Heiltz-l'Evêque) насеље је и општина у североисточној Француској у региону Шампањ-Арден, у департману Марна која припада префектури Витри ле Франсоа.
По подацима из 2011. године у општини је живело 299 становника, а густина насељености је износила 31,71 становника/km². Општина се простире на површини од 9,43 km². Налази се на средњој надморској висини од 110 метара.

## Демографија
| 1962. | 1968. | 1975. | 1982. | 1990. | 1999. | 2011. |
| ----- | ----- | ----- | ----- | ----- | ----- | ----- |
| 388   | 477   | 506   | 369   | 301   | 285   | 299   |

График промене броја становника у току последњих година